# جائزة سان مارينو الكبرى 1998
جائزة سان مارينو الكبرى 1998 هو سباق فورمولا 1 أقيم بتاريخ 26 أبريل 1998 في حلبة إنزو دينو فيراري، إيمولا، إميليا-رومانيا، إيطاليا. كان الرابع من أصل 16 في بطولة العالم لسباقات الفورمولا واحد موسم 1998. حلّ البريطاني ديفيد كولتهارد أولا بينما جاء الألماني مايكل شوماخر في المركز الثاني وحصل على المركز الثالث البريطاني إدي إيرفين.

## الترتيب النهائي
| الترتيب | السائق                | النقاط |
| ------- | --------------------- | ------ |
| 1       | كيمي رايكونن          | 26     |
| 2       | ديفيد كولتهارد        | 23     |
| 3       | مايكل شوماخر          | 20     |
| 4       | إدي إيرفين            | 11     |
| 5       | هاينز هارالد فرينتزين | 8      |
| المصدر: |                       |        |